# Cryptus szulczewskii
Cryptus szulczewskii là một loài tò vò trong họ Ichneumonidae.